# Œutrange
Koordinaten: 49° 24′ N, 6° 6′ O

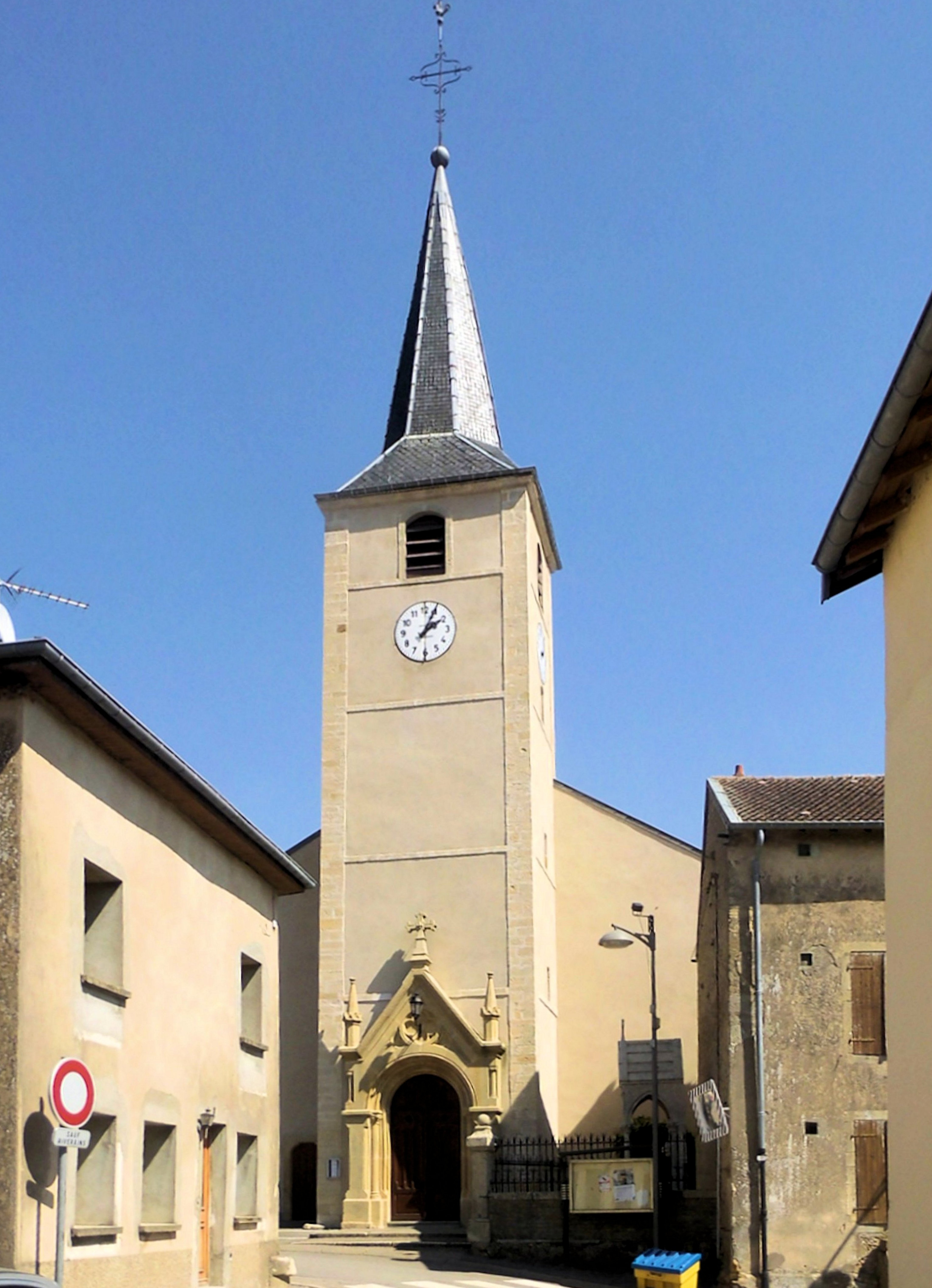
Kirche Notre-Dame-de-la-Visitation in Œutrange

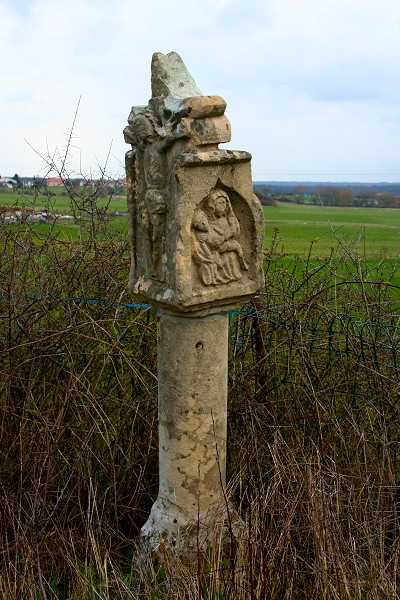
Bildstock

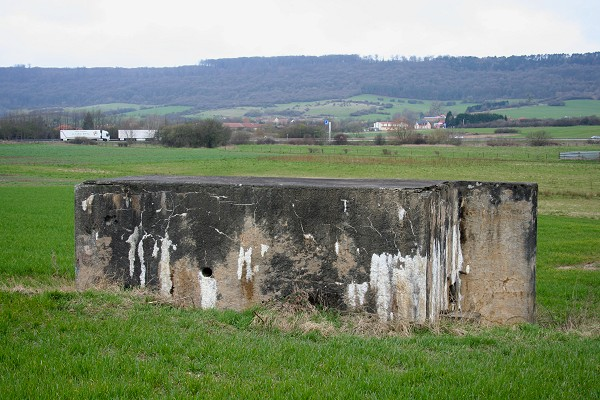
Blockhaus

Œutrange (deutsch: Œtringen/Ötringen, lothringisch: Éitréngen) ist ein Ortsteil der Stadt Thionville im Département Moselle in der Region Grand Est (bis 2015 Lothringen).

## Geschichte
Weitere Schreibweisen lauteten: Ottringas (679); Otringas (974); Œtringis, Ottringis (1140); Otrenges (1157); Ottringes (1308); Uttingen, Utringa, Uttinga, Oltringa, Ottringen (1544); Autringen (1578); Eutringen (1606); Œtrange (1686); Ottrange (1696); Œttrange (18. Jh.); Eutrange (1756); Oeutrange (1793), Ötringen (1871–1918).
1970 wurde Œutrange nach Thionville eingemeindet.

### Bevölkerungsentwicklung
| Jahr      | 1793 | 1836 | 1866 | 1901 | 1946 | 1954 | 1962 | 1968 |
| Einwohner | 463  | 1205 | 1044 | 696  | 611  | 607  | 754  | 700  |